# Place Maurice-Couve-de-Murville
La place Maurice-Couve-de-Murville se situe dans le 8e arrondissement de Paris.

## Situation et accès
La place Maurice-Couve-de-Murville est une voie publique située dans le 8e arrondissement de Paris. Elle se trouve au croisement de l'avenue de Friedland, du boulevard Haussmann, de la rue du Faubourg-Saint-Honoré, de la rue de Monceau et de la rue Washington.

## Origine du nom

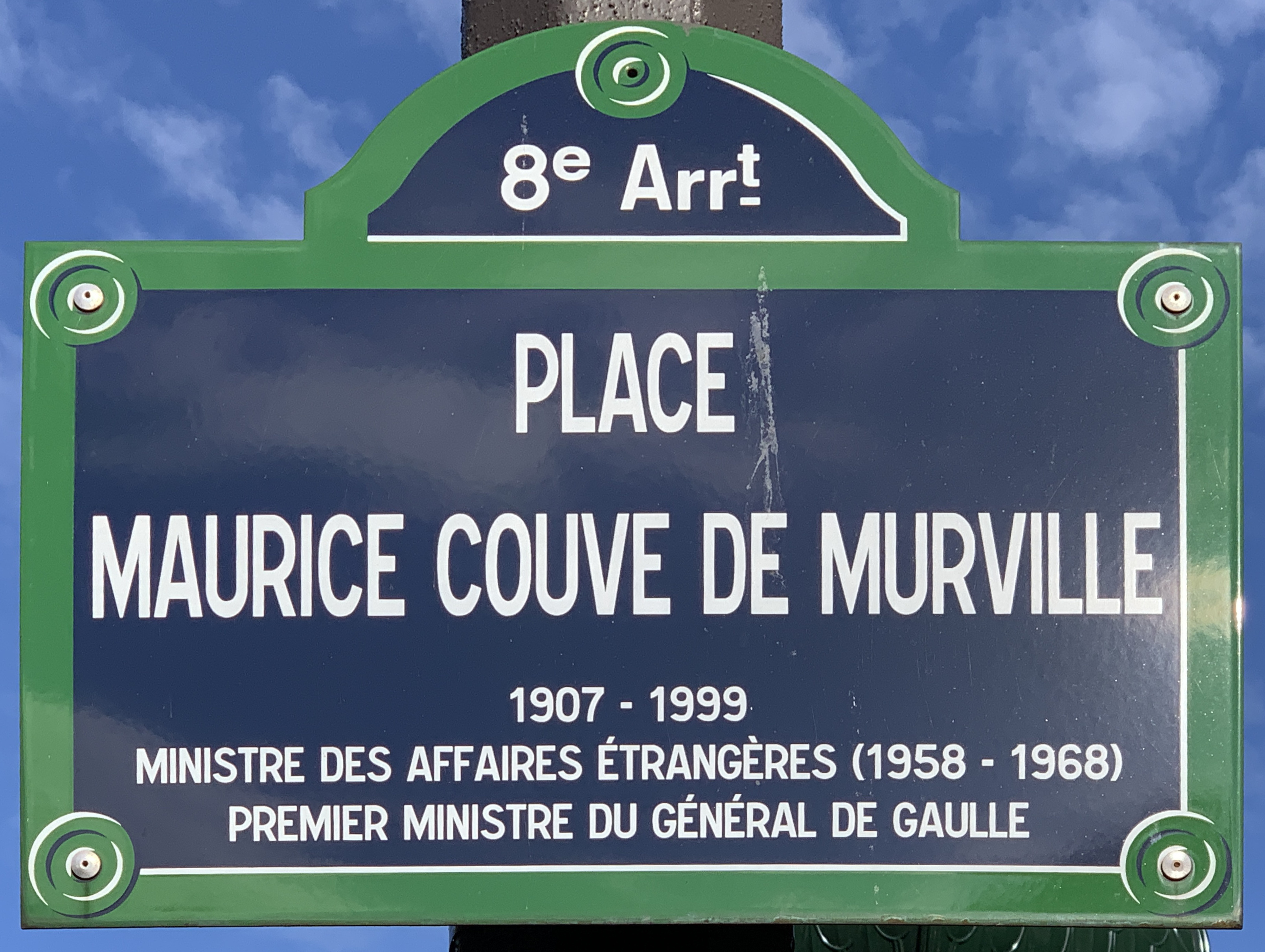
Plaque de la place.

Cette place rend hommage à Maurice Couve de Murville (1907-1999), haut fonctionnaire, diplomate et homme d'État.

## Bâtiments remarquables et lieux de mémoire
Le terre-plein central de la place accueille une colonne Morris.

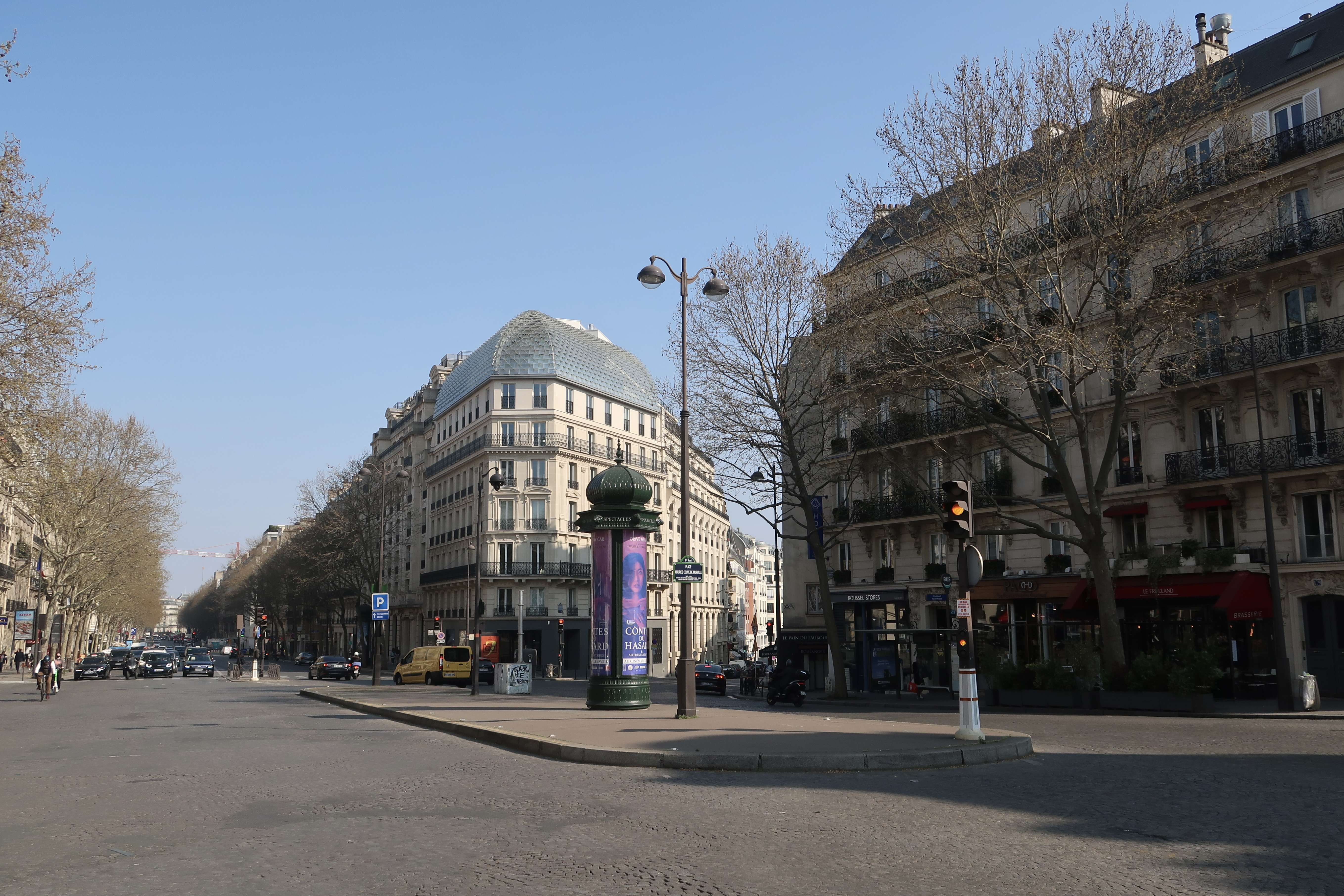